# Cessna 172
Cessna 172 Skyhawk je jednomotorový hornoplošný čtyřsedadlový lehký užitkový letoun vyvinutý americkým výrobcem Cessna Aircraft Company. Jeho první let proběhl roku 1955 a roku 1956 začala jeho sériová výroba. V letech 1986–1996 byla výroba letounu přerušena, ale od té doby stále pokračuje. Postaveno bylo více než 44 000 kusů a více než 24 verzí letounu Cessna 172. Pouze transportní letoun C-130 Hercules je vyráběn déle.

## Historie
Společnost Cessna svůj nový užitkový letoun vyvinula na základě typu Cessna 170, který poprvé vzlétl roku 1947. Mezi hlavní odlišnosti patřil větší trup letadla a výkonnější motor. První prototyp Cessna 172 (N41678) vznikl přestavbou prototypu starší verze Cessna 170C. Mimo jiné byl záďový podvozek nahrazen příďovým. Jeho první let se uskutečnil 12. června 1955 z letiště Cessna Aircraft Field ve městě Wichita v Kansasu. Prototyp následně přistál na travnaté ploše u města Kingman v Kansasu (asi 78 km od místa startu). Na palubě byl zkušební pilot Emil Brown „Fritz“ Feutz a pozorovatel D. G. Underwood. Typový certifikát letounu byl schválen 4. listopadu 1955.
Sériová výroba letounu Cessna 172 začala roku 1956. Letoun měl okamžitý úspěch a už první rok bylo vyrobeno 1174 kusů. Základní verze bylo do roku 1960 vyrobeno celkem 3808 kusů. Poté ji nahradila verze Cessna 172A.

## Galerie

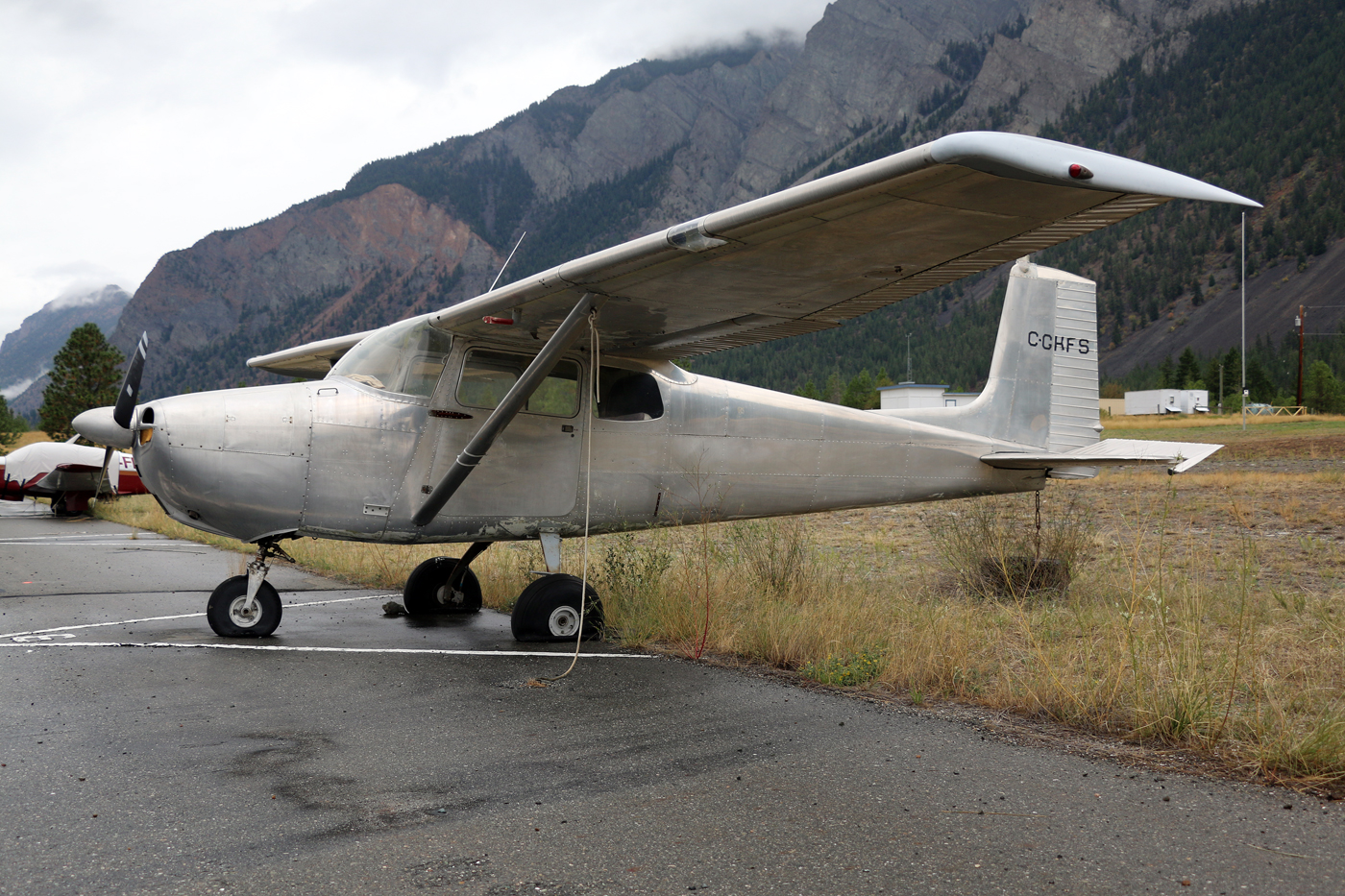
Cessna 172 (C-GHFS) nejstarší verze
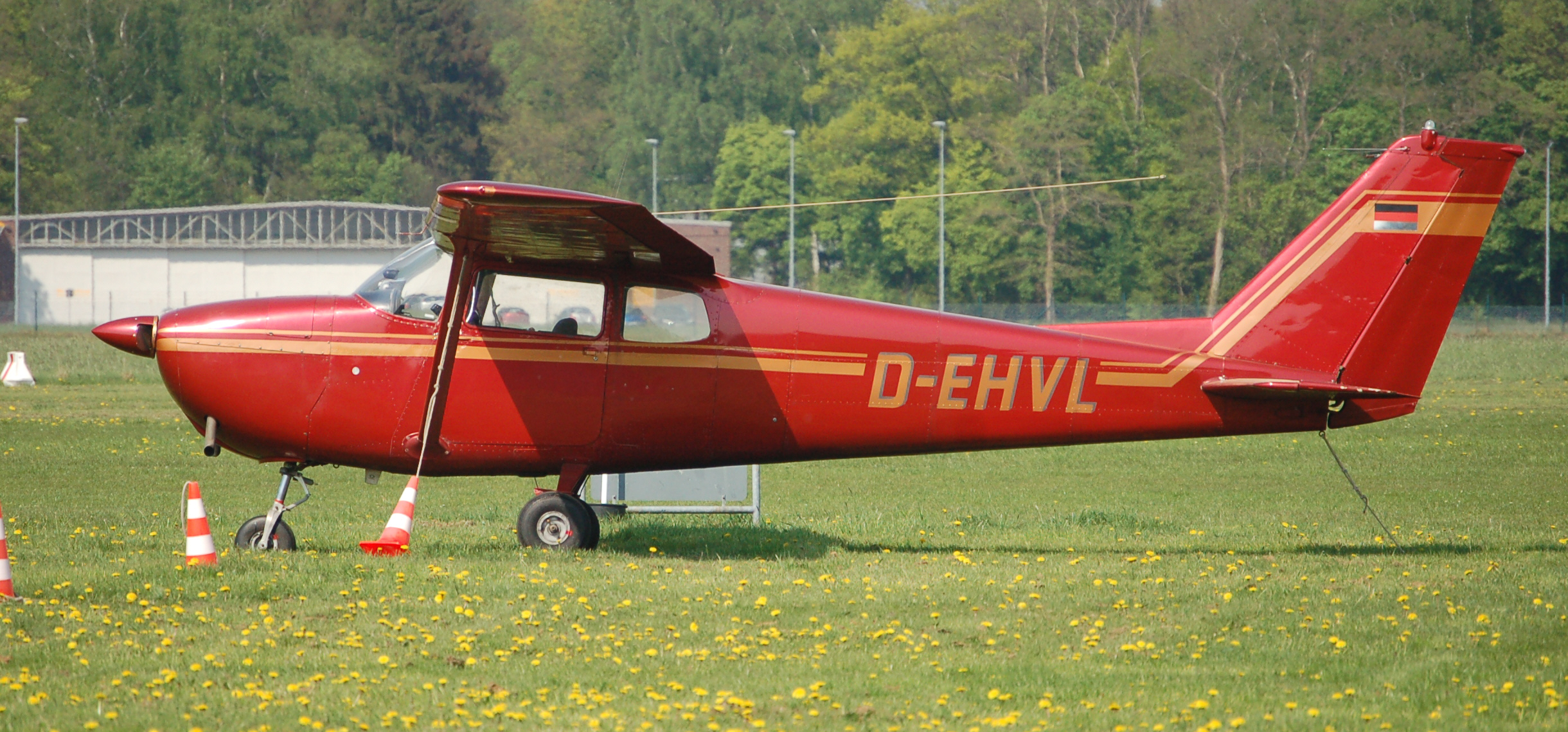
Cessna 172C (D-EHVL)
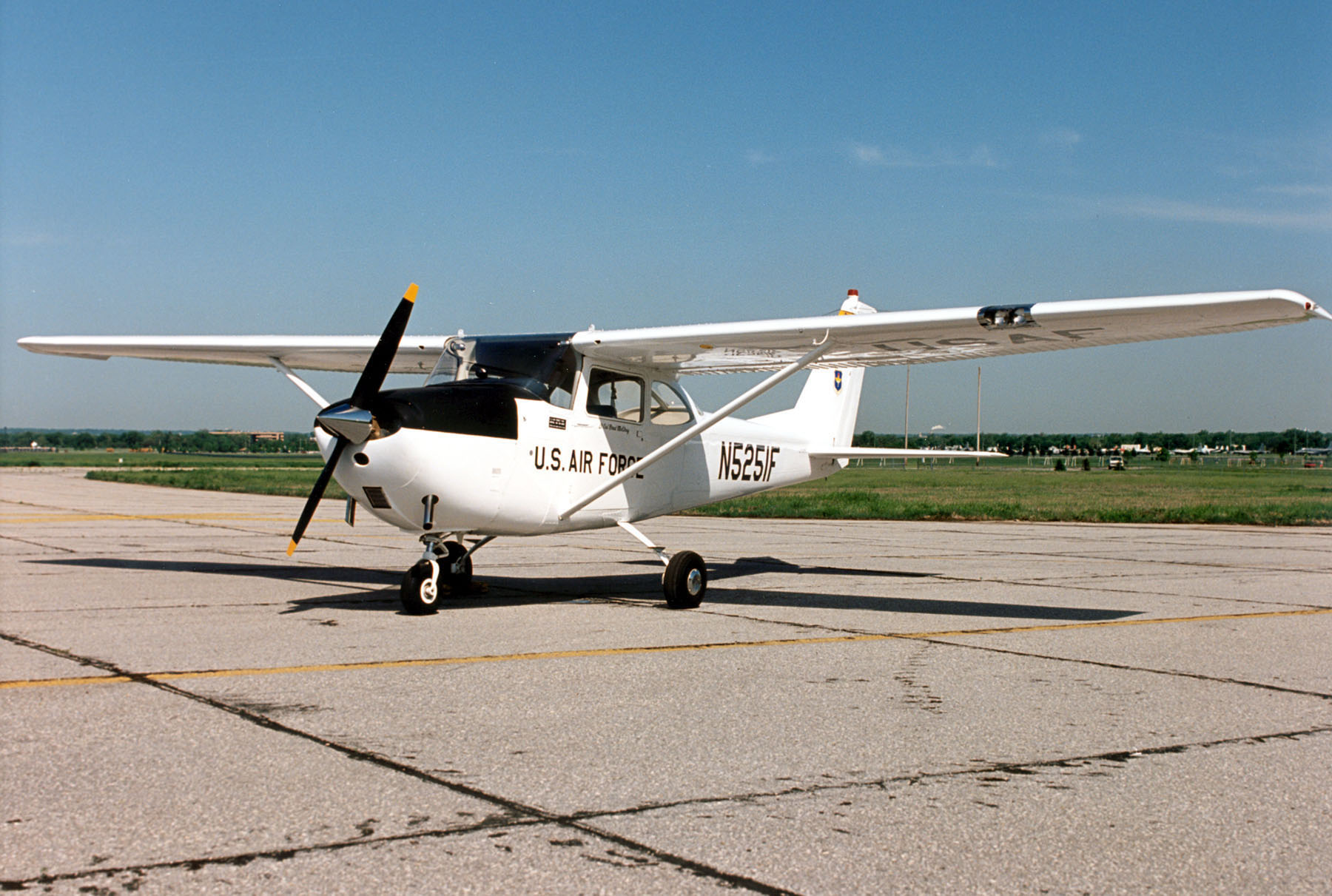
Cessna T-41A Mescalero amerického letectva
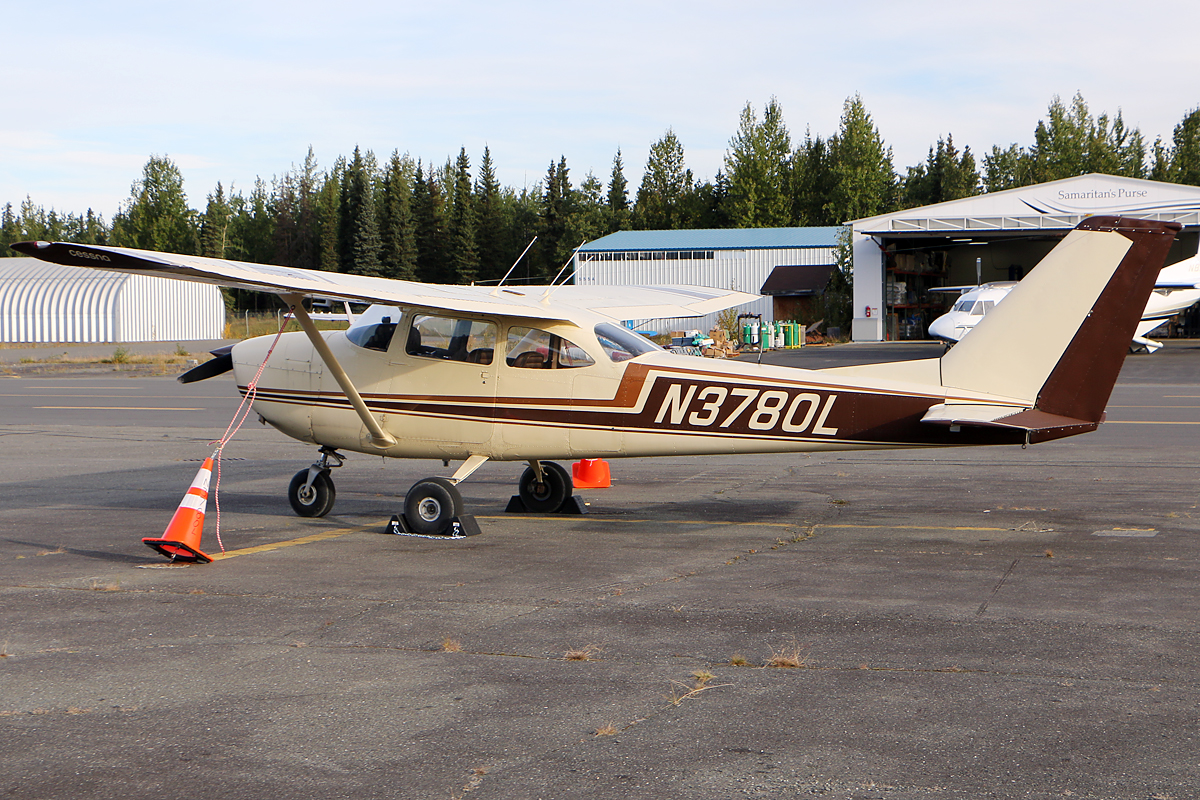
Cessna 172G (N3780L)
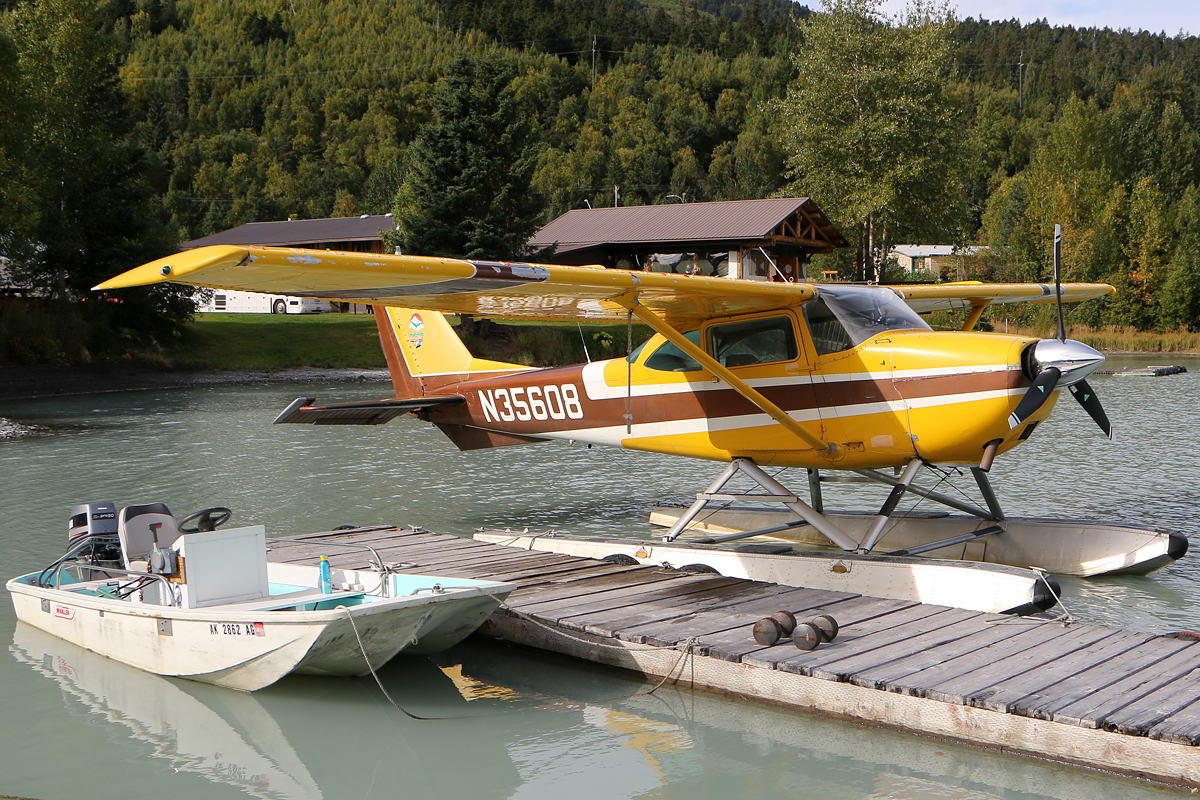
Plováková Cessna 172L (N35608)
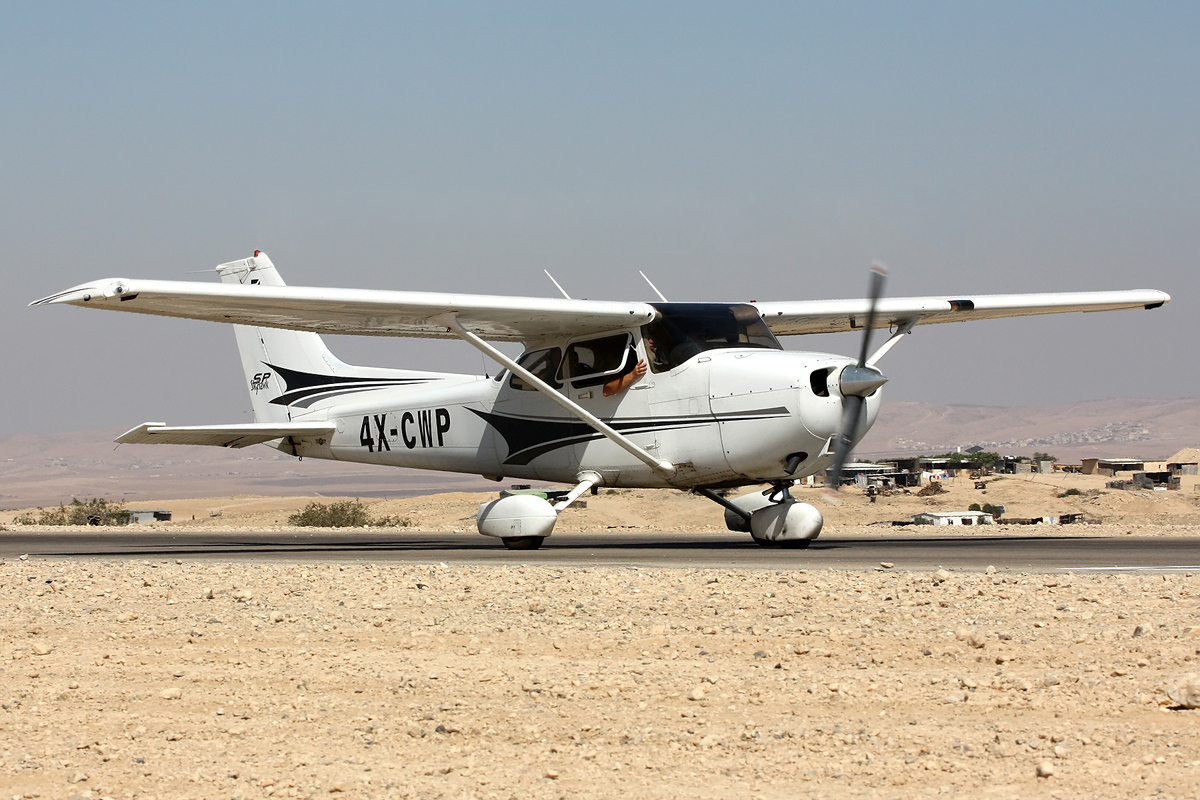
Cessna 172S (4X-CWP)
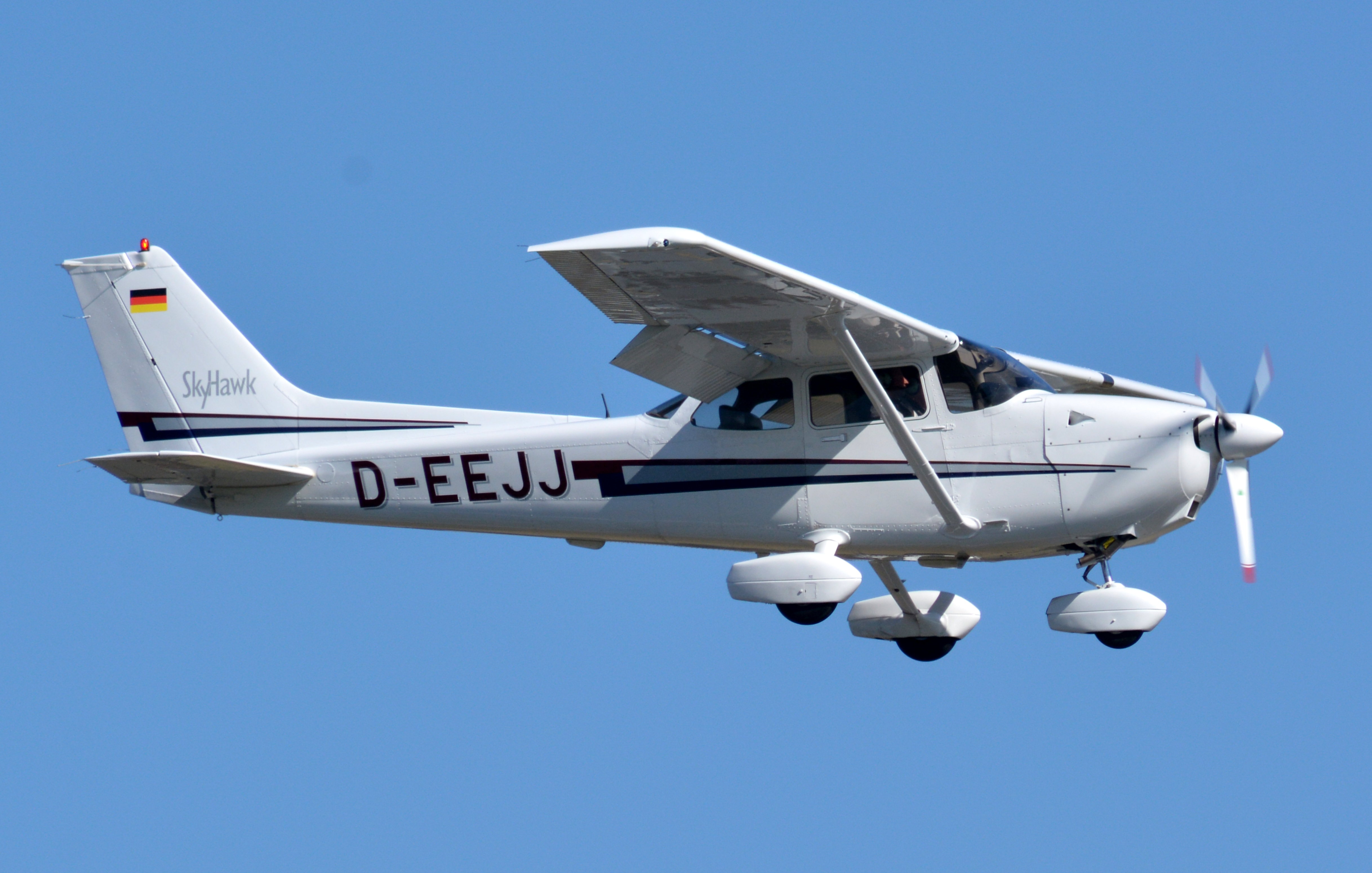
Cessna 172R Skyhawk (D-EEJJ)
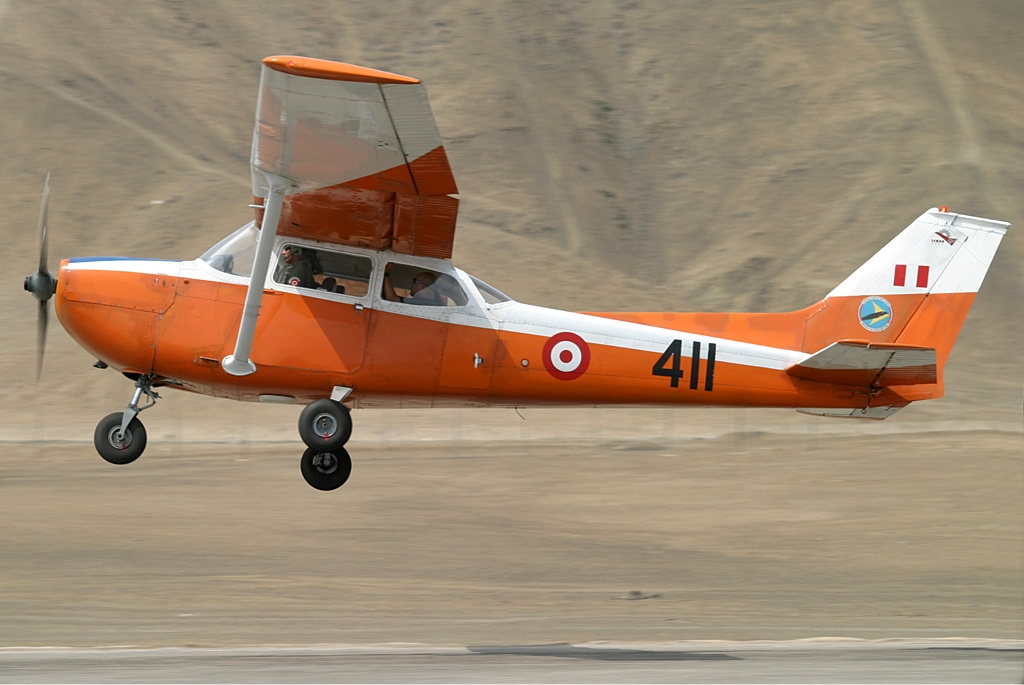
Cessna T-41D Mescalero peruánského letectva
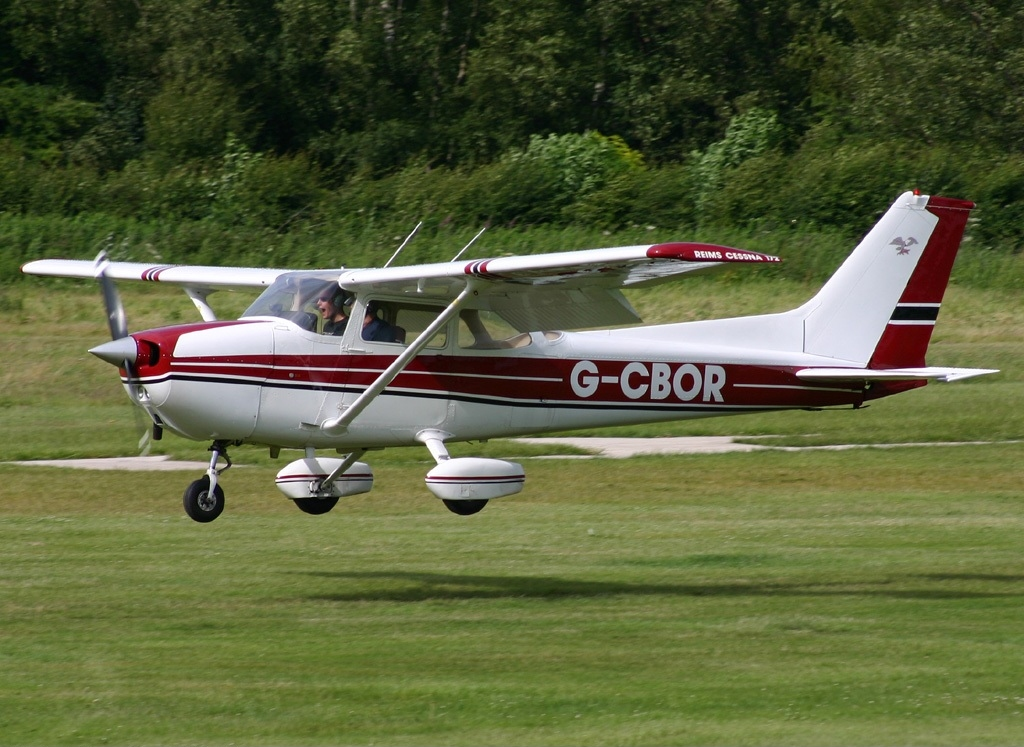
Reims-Cessna F172N Skyhawk II
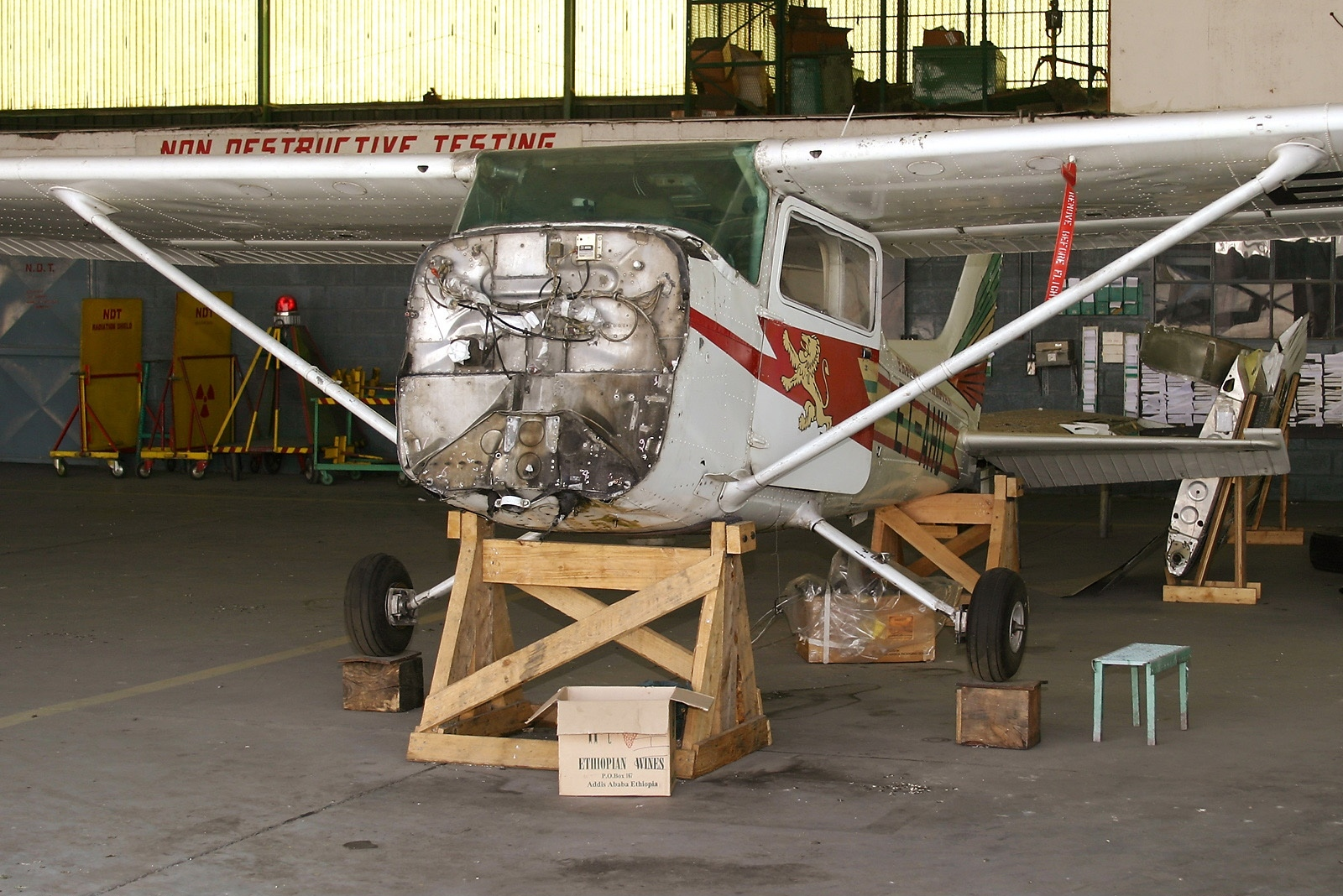
Cessna R172K Hawk XP aerolinek Ethiopian Airlines
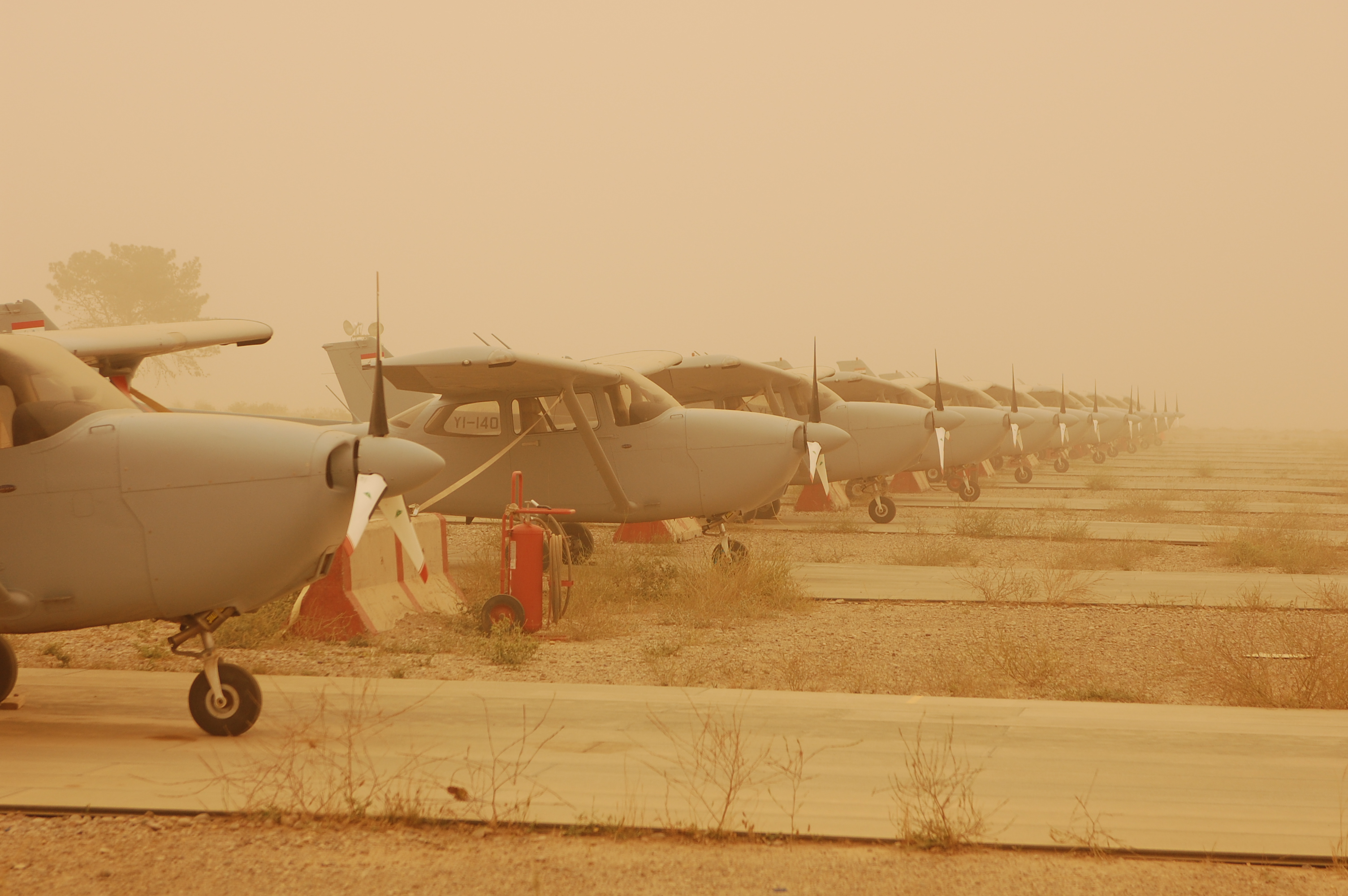
Letouny Cessna 172 Skyhawk iráckého letectva v Kirkúku za písečné bouře
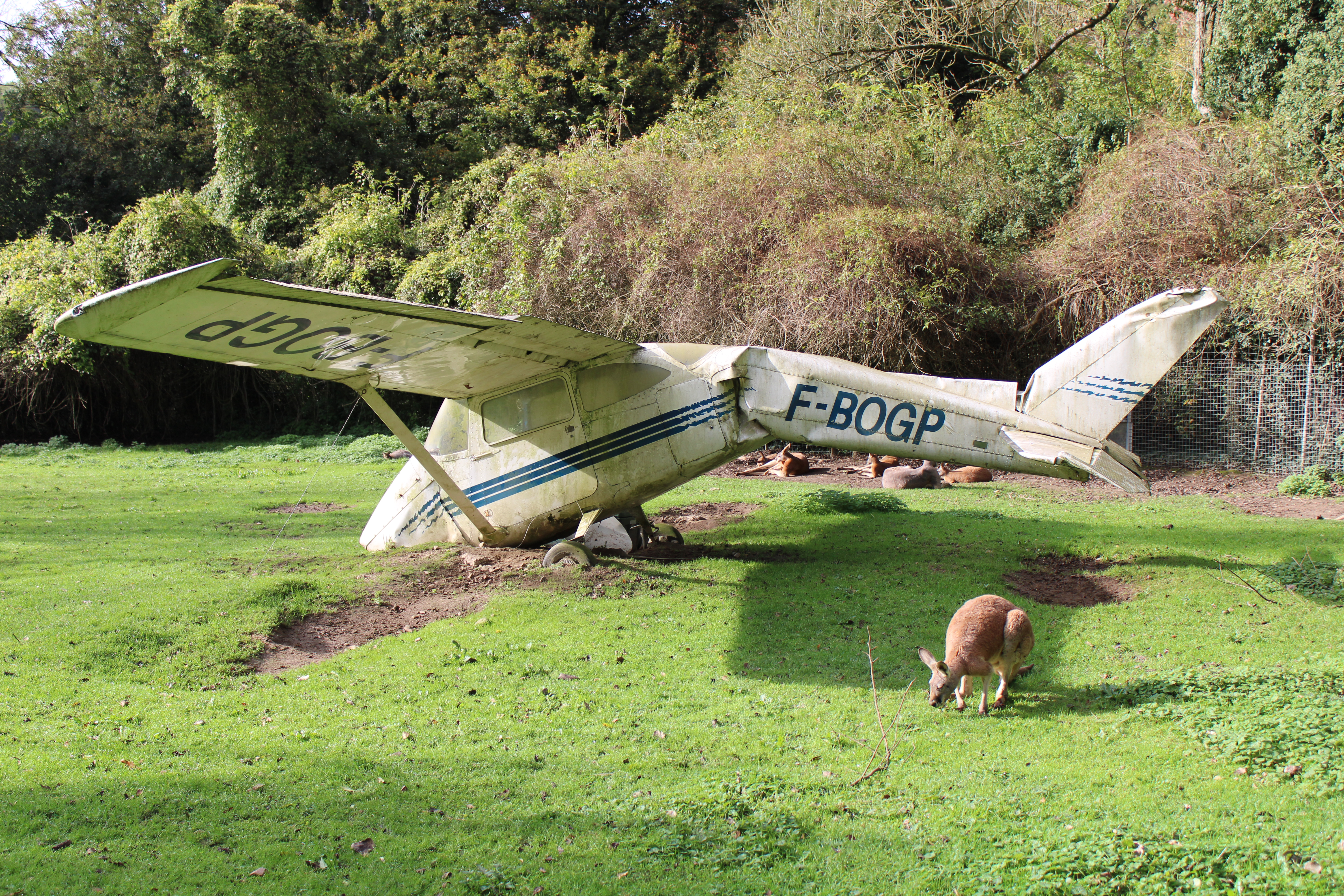
Vrak letounu Cessna 172F (F-BOGP)

## Specifikace (Model 172 Skylane RG)

Cessna 172

Údaje dle

### Technické údaje
- Posádka: 1 (pilot)
- Kapacita: 3 cestující
- Rozpětí: 10,92 m
- Délka: 8,72 m
- Výška: 2,72 m
- Nosná plocha: 16,16 m²
- Hmotnost prázdná: 640 kg
- Maximální vzletová hmotnost: 1 111 kg
- Pohonná jednotka: 1 × plochý čtyřválec Avco Lycoming O-360-F1A6
- Výkon pohonné jednotky: 130 kW

### Výkony
- Maximální rychlost: 240 km/h
- Praktický dostup: 5 400 m
- Maximální dolet: 1 160 km

## Uživatelé
Dle
Varianta T-41A Mescalero je užívána USAF, uživatelé Cessny 172 obecně jsou i armády jiných států: Österreichische Luftstreitkräfte, Fuerza Aérea Argentina (T-41D), Řecké vojenské letectvo (T-41D), Fuerza Aérea del Perú (T-41A), Fuerza Aérea Salvadoreña (T-41D), Kongtap Agard Thai.